# Creu de Dosquers
La Creu de Dosquers és una antiga creu de terme de  Maià de Montcal (la Garrotxa), situada a l'entrada del veïnat de Dosquers, molt a prop de l'església de Sant Martí de Dosquers. Forma part del Llistat del patrimoni natural i arquitectònic de La Garrotxa.
És una creu llatina, de ferro forjat, sense cap decoració, clavada directament en un pedestal rodó de pedra buixardada.